# Dominik Schwaiger
Pour les articles homonymes, voir Schwaiger.
Dominik Schwaiger, né le 1er mai 1991, est un skieur alpin allemand.

## Biographie
Il fait ses débuts en Coupe du monde en octobre 2011.
l est sélectionné pour ses premiers Championnats du monde à Åre en 2019.
Sa meilleure performance au niveau mondial est une quatrième place au slalom géant parallèle d'Alta Badia en décembre 2015.

## Palmarès

### Championnats du monde
| Épreuve / Édition | Åre 2019 |
| Descente          |          |
| Super G           | 15e      |

### Coupe du monde
- Meilleur classement général : 91e en 2019.
- Meilleur résultat : 4e.

### Classements
| Saison | Général | Slalom | Slalom géant | Super G | Descente | Combiné |
| ------ | ------- | ------ | ------------ | ------- | -------- | ------- |
| 2014   | 123e    | —      | 42e          | —       | —        | —       |
| 2016   | 92e     | —      | 34e          | —       | —        | —       |
| 2017   | 133e    | —      | 49e          | —       | —        | —       |
| 2018   | 156e    | —      | —            | —       | 54e      | —       |
| 2019   | 91e     | —      | —            | 38e     | 32e      | —       |

### Championnats d'Allemagne
- Vainqueur du slalom géant en 2011.
- Vainqueur du super G en 2019.